# Jean-François-Pierre Poulain de Corbion
Pour les articles homonymes, voir Poulain (homonymie).
Jean-François-Pierre Poulain de Corbion, né le 10 juin 1743 à Quintin et mort le 26 octobre 1799 à Saint-Brieuc, est un magistrat et homme politique français.

## Biographie
Fils de Pierre Marie Poulain, sieur de Corbion, alloué, juge civil et criminel du duché de Quintin et sénéchal d'Avaugour, et de Jeanne-Suzanne d'Argaray, Jean-François-Pierre Poulain de Corbion se fait recevoir avocat au parlement de Bretagne, et vient se fixer à Saint-Brieuc. En 1766, il épouse Mathurine Catherine Jeanne Chouesmel de La Salle. Il est élu maire de cette ville le 3 décembre 1779. Gestionnaire consciencieux, la cité se transforme quelque peu sous son administration : élévation des premiers quais au port du Légué, pavage des rues, aménagement de l'allée des Promenades. Il fonde une chambre littéraire acquise aux idées des Lumières. Il se montre favorable aux idées nouvelles, publie une brochure : La poule au pot (1788), en faveur des paysans, « classe respectable qui est la nourrice des autres classes de citoyens », écrit au ministre Necker en ce sens. Principal rédacteur des cahiers de doléance, il est élu, le 13 avril 1789, député du tiers de la sénéchaussée de Saint-Brieuc aux États généraux, avec Julien-François Palasne de Champeaux.

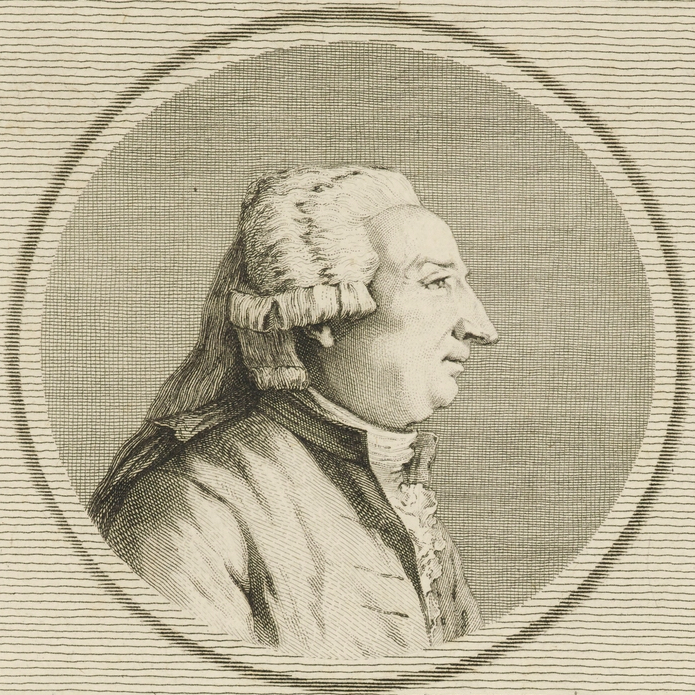
Charles Toussaint Labadye, Poulain de Corbion, gravure.

À la suite de la prise de la Bastille, il participe à la nuit du 4 août et la proclamation de la Déclaration des droits de l’homme. Membre fondateur du Club breton, il suit la majorité, prête le serment du Jeu de paume, fait partie le 10 octobre 1789 de la députation chargée de présenter au roi les articles décrétés sur la jurisprudence criminelle. Le 19 août 1789, ses concitoyens le choisissent pour colonel des volontaires nationaux.
Il prête le serment civique le 4 mars 1790, et est adjoint au comité des rapports et à celui de la marine. Le 26 avril 1790, il fait partie des nouveaux membres du comité des recherches, avec l'abbé Joubert, de Pardieu, Ledéan, Voidel, Cochon de l'Apparent, Payen-Boisneuf, Verchère de Reffye, Rousselet, de Macaye, de Sillery et Babey.
Après la séparation de l'Assemblée nationale constituante (1er octobre 1791), il est réélu maire de Saint-Brieuc (9 novembre 1791). Il refuse ces fonctions, devient membre du directoire du département, puis, en 1792, juge au tribunal de commerce. Il se tient à l'écart sous la Terreur, est nommé après thermidor, par les représentants en mission, procureur de la commune de « Port-Brieuc » (11 prairial an III), fonctions qu'il remplit à partir du 9 brumaire an VI sous le titre de commissaire du Directoire exécutif près la municipalité.

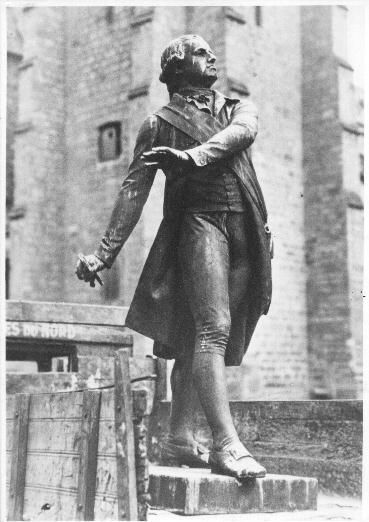
Pierre-Marie-François Ogé, Monument à Jean-François-Pierre Poulain de Corbion, 1889, détail, Saint-Brieuc. Statue envoyée à la fonte sous le régime de Vichy.

Lors du combat de Saint-Brieuc, acculé par les Chouans sur un mur de la cathédrale et sommé de clamer « vive le Roy », il s'écrie « vive la République », avant d'être exécuté par les Chouans. Une plaque commémorative est apposée sur le mur de la cathédrale Saint-Étienne en juillet 1880,.
Le Monument à Jean-François-Pierre Poulain de Corbion, statue en bronze due au sculpteur Pierre-Marie-François Ogé, érigée en 1889 devant la mairie de Saint-Brieuc à la mémoire de cette action, fut envoyée à la fonte en 1942 dans le cadre de la mobilisation des métaux non ferreux.

### Biographie
- Charles-François de Bonnay, « Liste des nouveaux membres du comité des recherches et du comité des rapports, lors de la séance du 26 avril 1790 », dans Jérôme Mavidal (dir.), Émile Laurent (dir.), Archives Parlementaires de 1787 à 1860, t. XV : Du 21 avril au 30 mai 1790, Paris, Librairie Administrative P. Dupont, 1883 (lire en ligne), p. 295.
- Jean Kergrist, Qui a tué Poulain-Corbion ? Chouans et Républicains en Bretagne, Éditions Montagnes Noires, 2012, 192 p.